# Bošnjakova gradina
Bošnjakova gradina jest arheološka zona u Lovreću, jedno od zaštićenih kulturnih dobara

## Opis
Vrijeme nastanka je od 2000. pr. Kr. do 1600. godine. Arheološka zona Bošnjakova gradina nalazi se sjeverno od mjesta Lovreć, iznad zaseoka Bošnjaci na uzvisini Gradina na 631 m/n. Radi se o kompleksnom arheološkom nalazištu koje ima nekoliko faza razvoja te se razvija gotovo u kontinuitetu od prapovijesti do kasnog srednjeg vijeka. Prvu fazu na nalazištu predstavlja brončanodobna gradina branjena velikim suhozidnim bedemom od kojeg je danas ostao visoki i široki nasip najbolje vidljiv na sjevernoj i istočnoj strani uzvisine. U srednjem vijeku (a moguće već i u kasnoj antici) na gradini je izgrađena utvrda. Utvrda zatvara izduženi nepravilni elipsasti prostor od oko 100 x 50 metara na južnoj padini uzvisine. Bedemi su vidljivi na svim stranama, čak i na južnoj koja završava gotovo okomitim liticama. Na vrhu utvrde, izbačena iz linije bedema ali vezana s njima, nalazi se kula kvadratnog tlocrta (oko 3,5 x 4 m) s kontraforima na sjevernom i zapadnom zidu. Ulazi u utvrdu širine oko 2 metra vidljivi su na sjevernom dijelu istočnog bedema, južnom dijelu zapadnog bedema i na zapadnom dijelu južnog bedema. Uz istočni bedem otkriveno je dio stambenih prostorija srednjovjekovnog sklopa. Sa zapadne strane se od bedema odvaja dugi bokobran koji je dodatno štitio prilaz utvrdi tijekom srednjeg vijeka. Teško je utvrditi točno vrijeme izgradnje utvrde, pouzdanije se može govoriti da je egzistirala u razvijenom srednjem vijeku, dok neki fortifikacijski dijelovi, poput spomenutog bokobrana, mogu upućivati i na kasnu antiku. U podnožju utvrde, s južne strane, postojalo je antičko naselje.

## Zaštita
Pod oznakom Z-7148 zavedena je kao nepokretno kulturno dobro - kulturno-povijesna cjelina, pravna statusa zaštićena kulturnog dobra, klasificirano kao arheološka baština.